# Ede-Oost

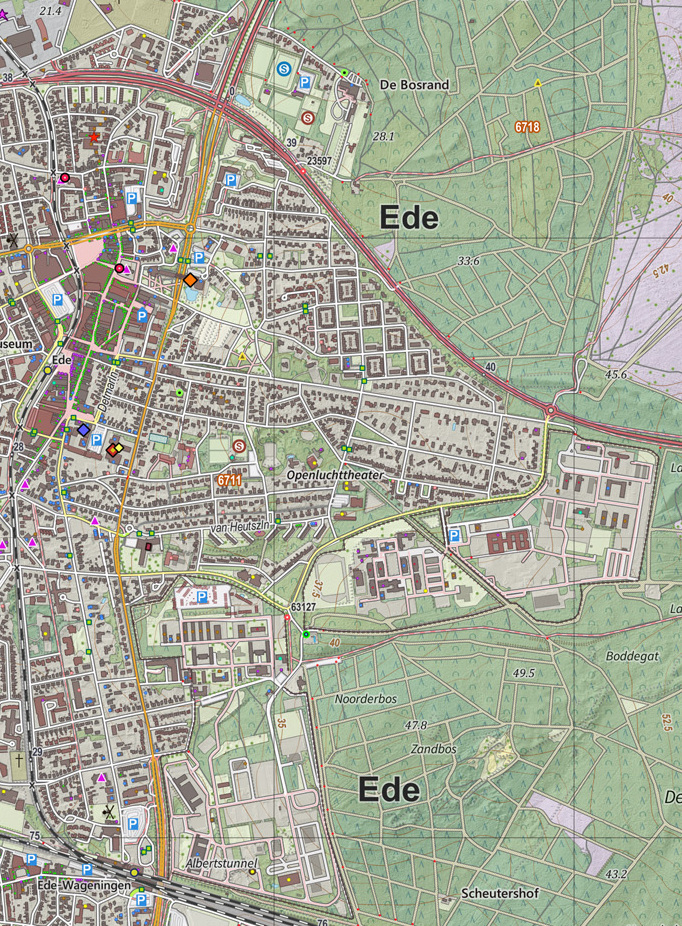
Ede-Oost (2014)

Met Ede-Oost wordt het gedeelte van de Gelderse plaats Ede bedoeld dat ligt ten oosten van de spoorlijn Ede - Barneveld, ten noorden van de spoorlijn Utrecht - Arnhem en het gedeelte ten noorden van de N224 (met uitzondering van Kernhem).

## Buurten
De wijk is onderverdeeld in vijf buurten:
| Buurt              | Inwoners | Oppervlakte km² |
| ------------------ | -------- | --------------- |
| Bosrand            | 300      | 0,54            |
| Burgemeestersbuurt | 2220     | 0,73            |
| Centrum            | 3060     | 0,61            |
| Componistenbuurt   | 1850     | 0,58            |
| Stationsbuurt      | 1730     | 1,03            |

### Bosrand
Dit is een klein gebied ten noorden van de N224. Belangrijkste voorzieningen hier zijn de algemene begraafplaats aan de Asakkerweg en het crematorium. Ook de hockeyvelden van MHC Ede liggen in het Bosrandgebied.

### Burgemeestersbuurt
De straten in deze buurt zijn genoemd naar oud-burgemeesters van Ede. In deze wijk ligt het openluchttheater van Ede.

### Centrum
Het winkel- en horecagebied van Ede centrum heeft een belangrijke functie voor de gehele bebouwde kom van Ede, maar ook voor de andere dorpen binnen de gemeente Ede. Op maandagmorgen en op zaterdag wordt in het centrum een weekmarkt gehouden.

### Componistenbuurt
De straten in deze buurt dragen de naam van bekende Nederlandse componisten. In deze buurt is na de Tweede Wereldoorlog een herdenkingspark aangelegd waarin het Mausoleum van Ede staat. Ook staat hier het monumentale gedenkteken ter ere van Anna Maria Moens.

### Stationsbuurt
De stationsbuurt beslaat het gedeelte van Ede tussen het centrum en het station Ede-Wageningen. Ook het kazernegebied ten westen van de Klinkenbergerweg behoort tot deze buurt. Dit is een nieuwbouwproject.

## Galerij

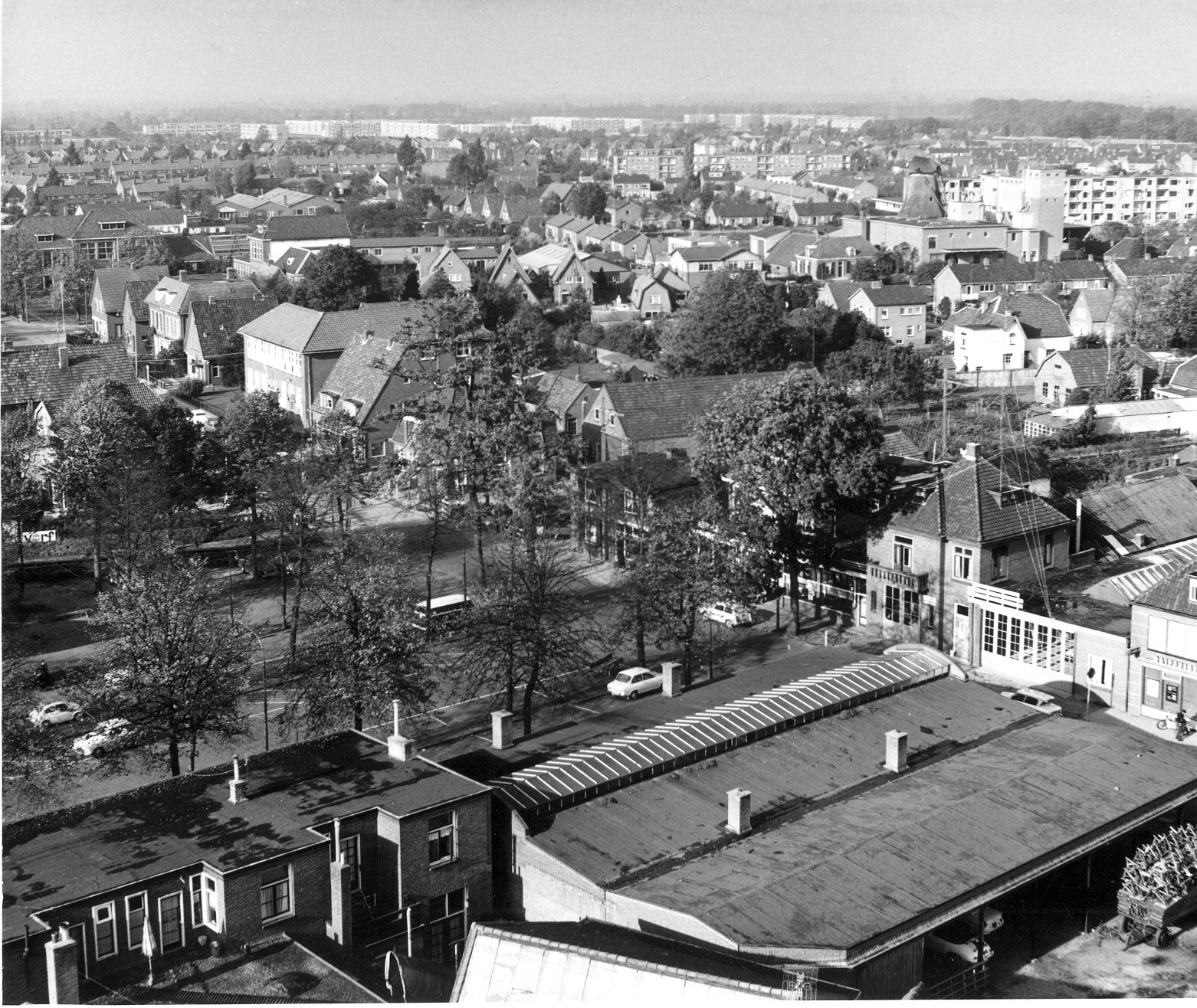
Zich vanaf de toren van de Oude Kerk op de toenmalige markt (1967)
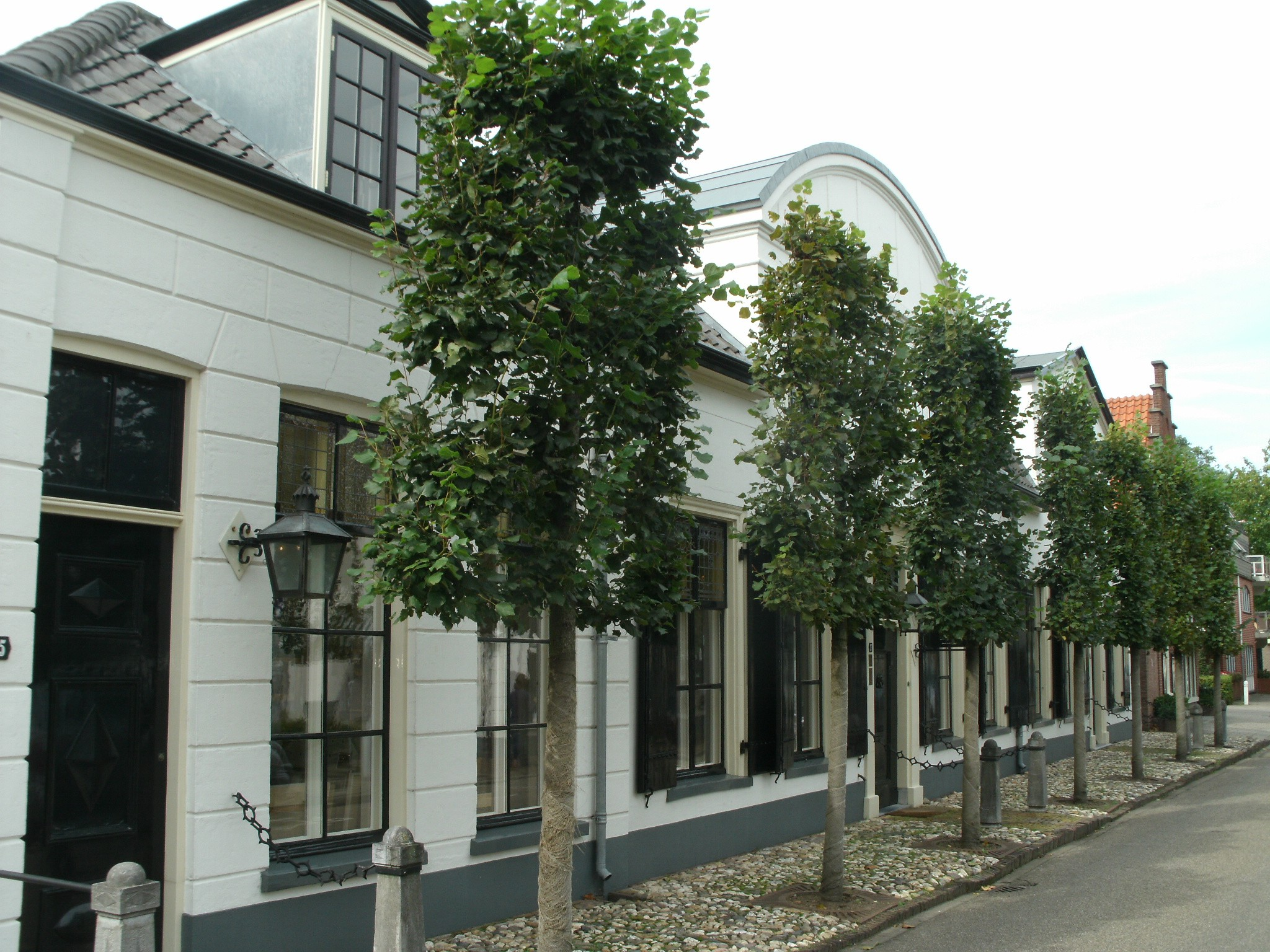
Monumentale panden aan de Notaris Fischerstraat
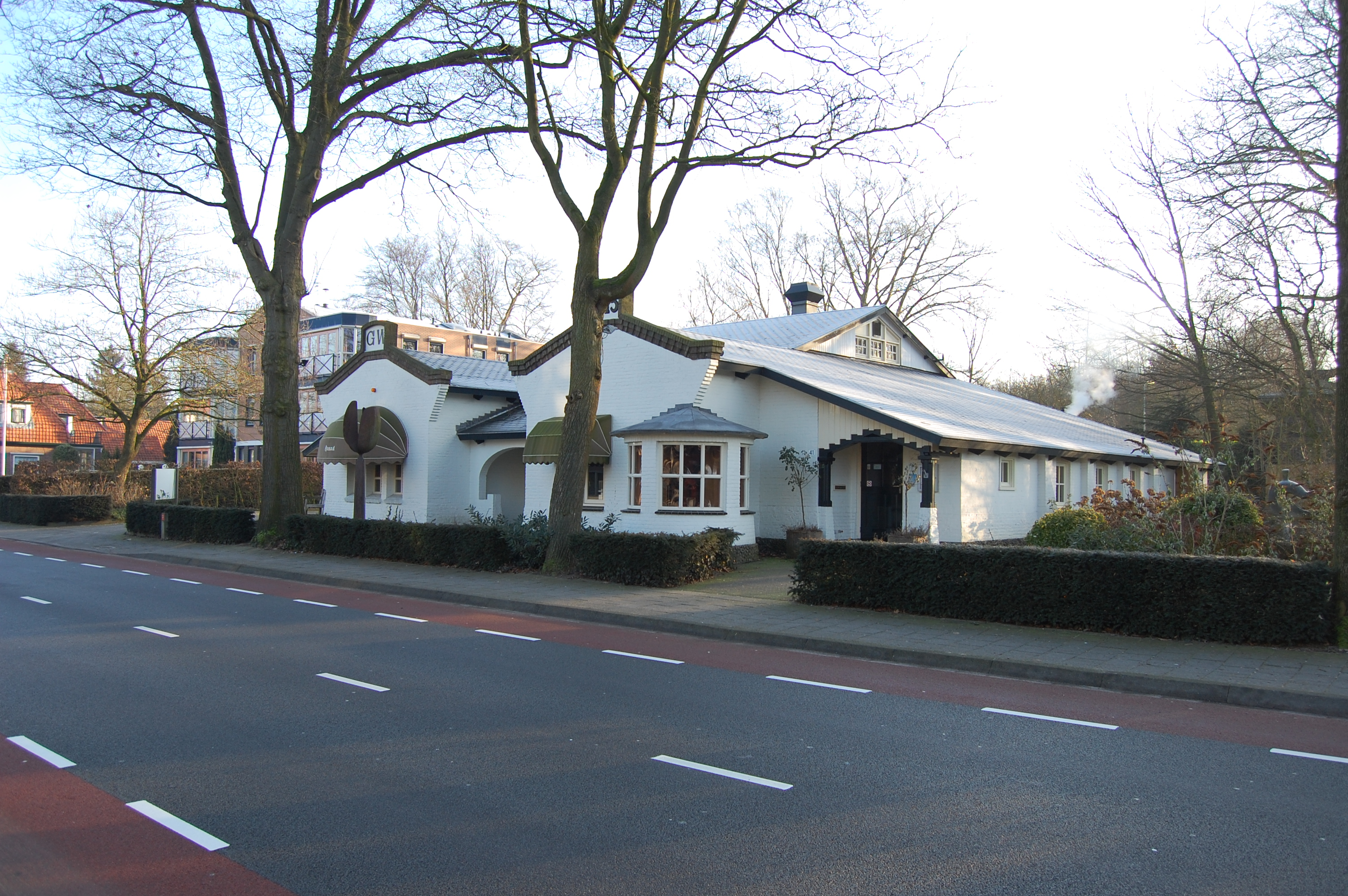
Het Pomphuis aan de Klinkenbergerweg
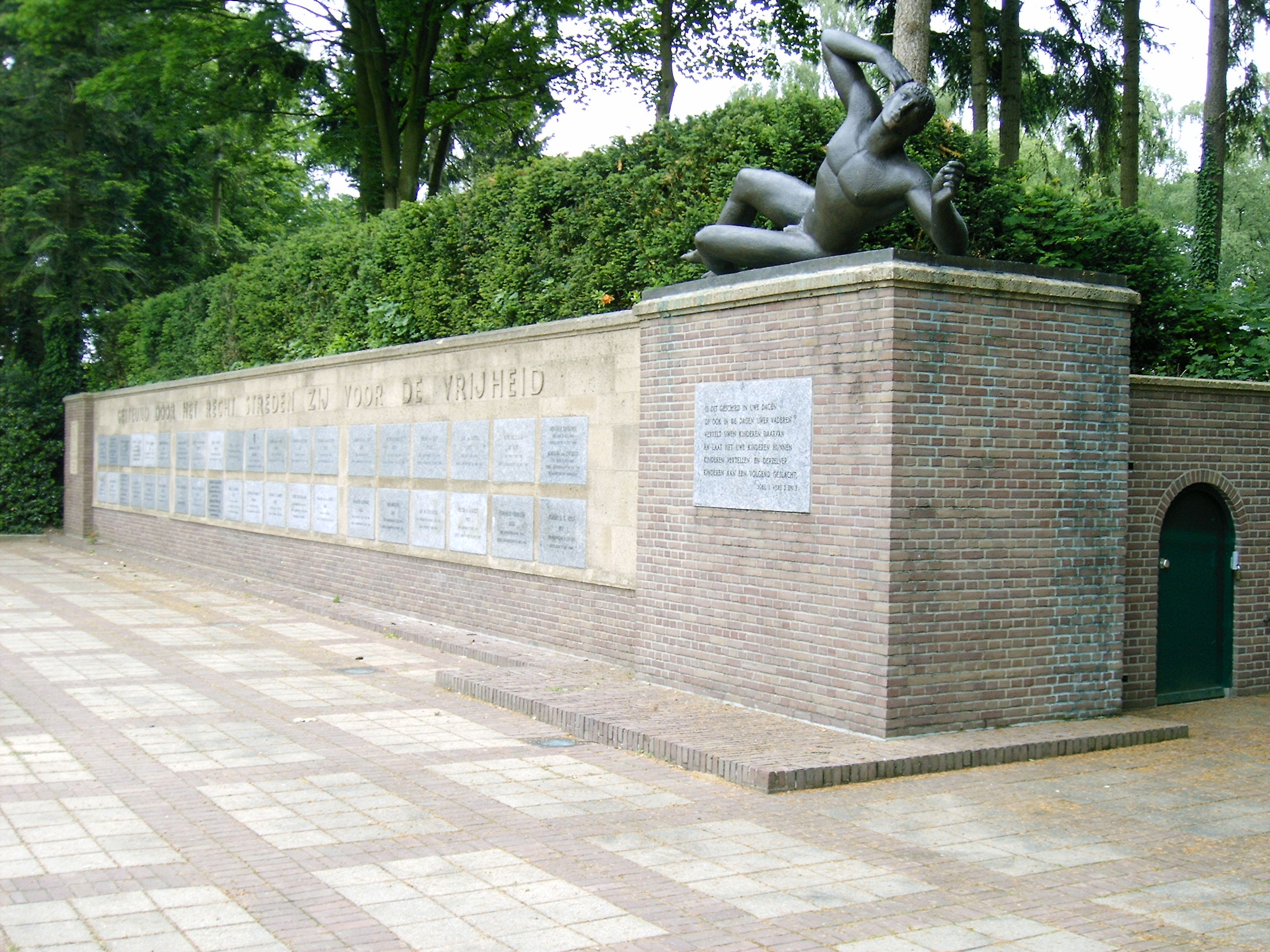
Het mausoleum op de Paasberg
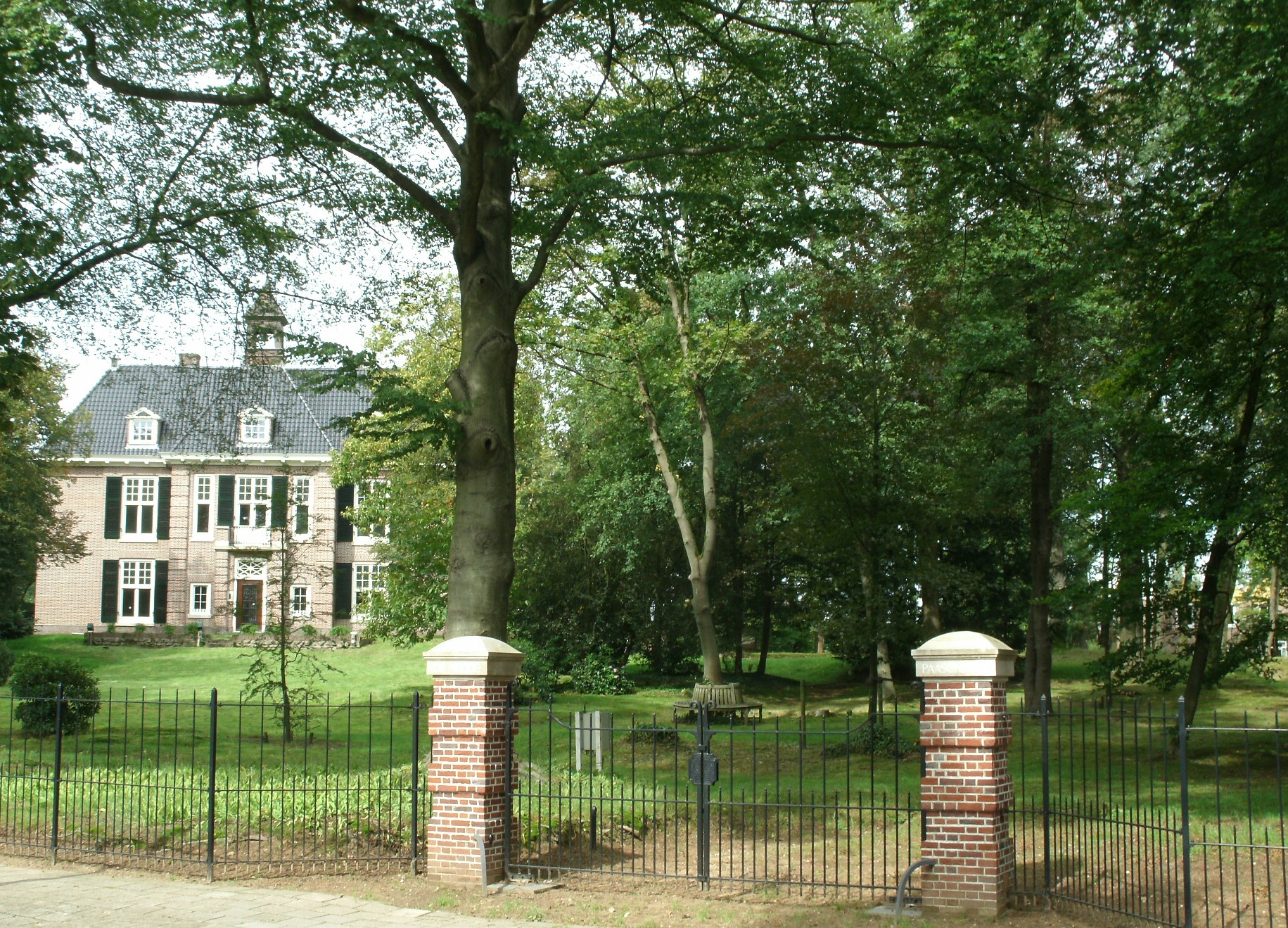
Huis de Hooge Paaschberg aan de Arnhemseweg
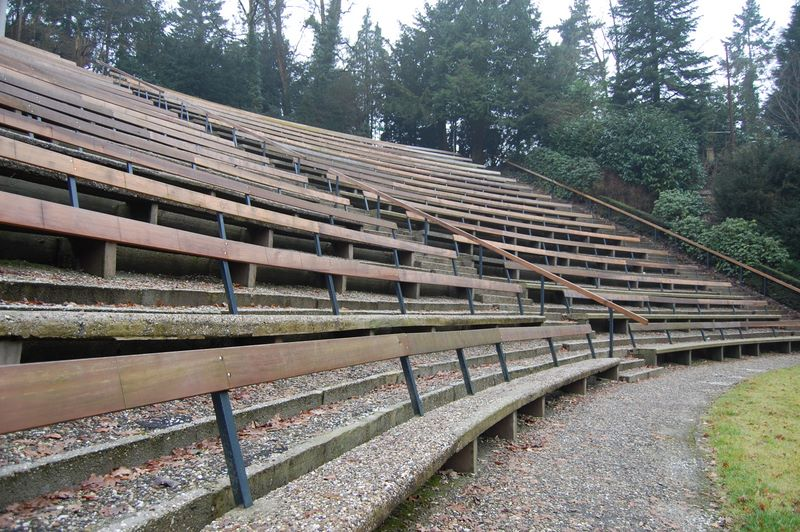
Het Openluchttheater in de Burgemeestersbuurt